# 維什科沃
48°1′44″N 23°25′55″E / 48.02889°N 23.43194°E

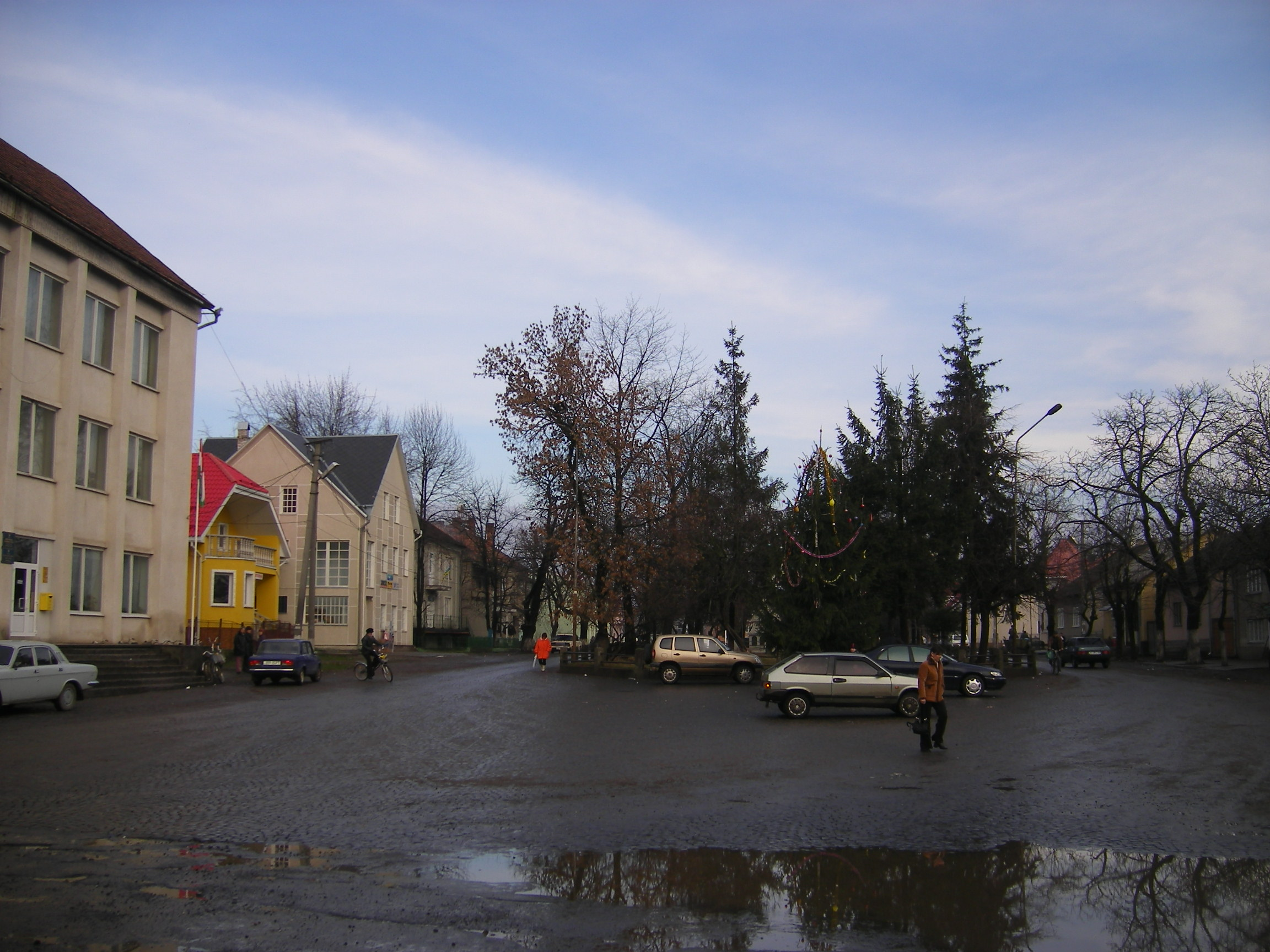

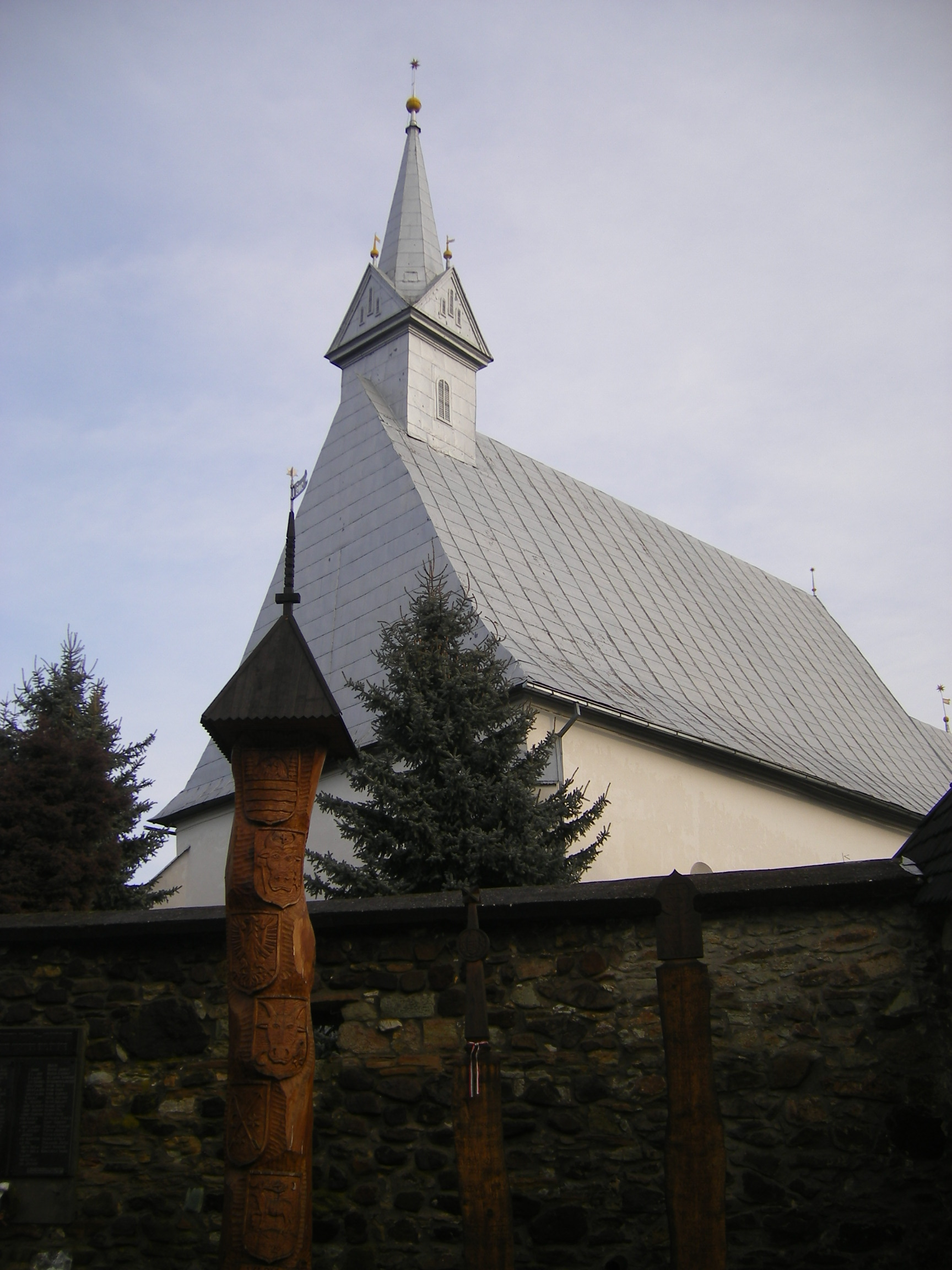

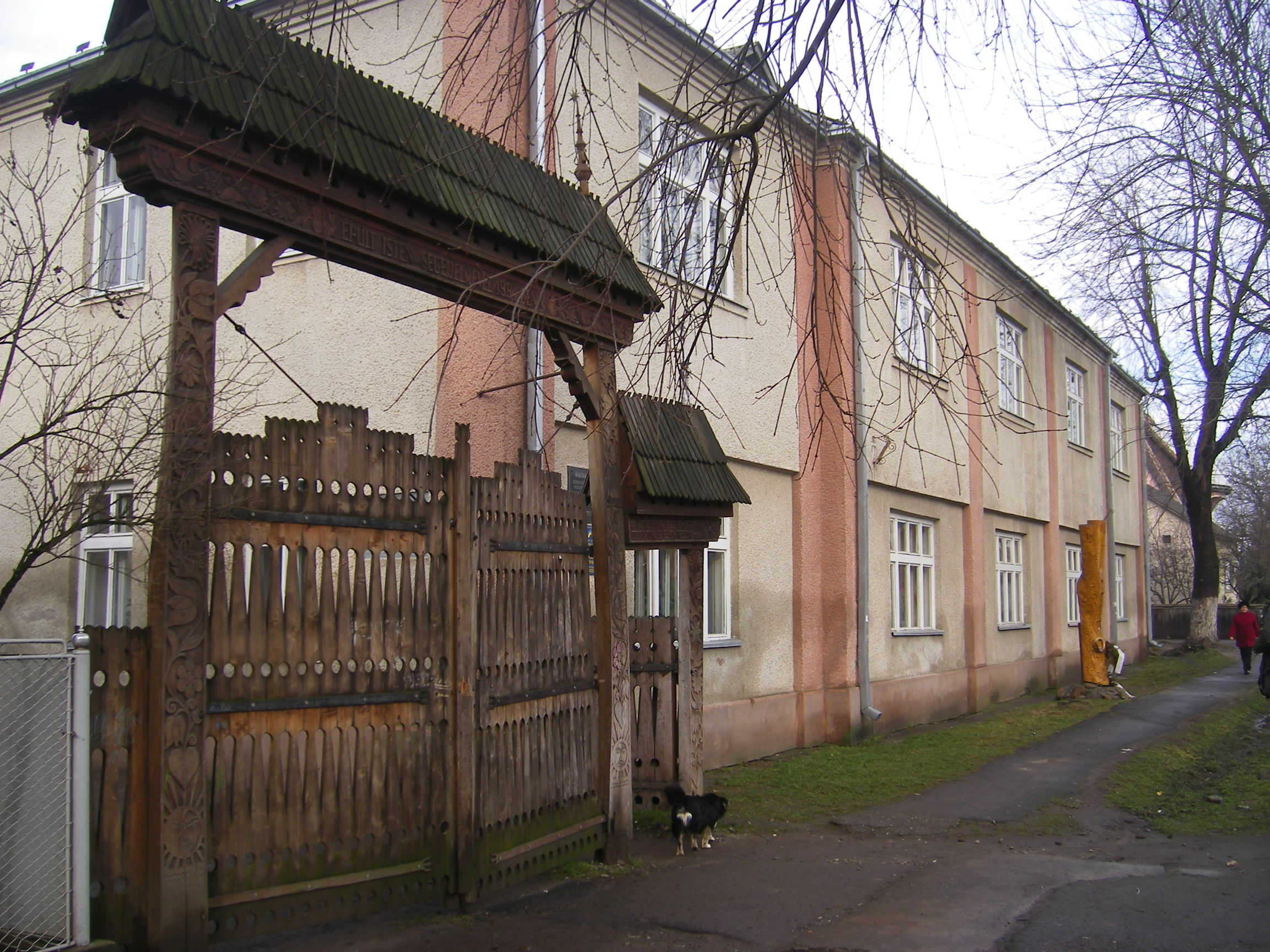

維什科沃（羅馬化：Vyshkovo）是烏克蘭西部外喀爾巴阡州胡斯特區维什科沃市镇内的市級鎮及其行政中心。處於蒂薩河左岸，毗鄰與羅馬尼亞接壤的邊境，海拔高度190米，2022年人口8,200。